# ミシェル・バルニエ内閣
ミシェル・バルニエ内閣（ミシェル・バルニエないかく、仏: Gouvernement Michel Barnier）は、2024年9月5日の首相指名の後、9月21日の閣僚指名により発足し、同年12月5日まで続いたフランスの内閣。

## 概要
第五共和政で45番目の内閣であり、2024年フランス議会総選挙の結果を受けてガブリエル・アタル内閣が辞職したことにより発足した。エマニュエル・マクロン大統領政権下における6番目の内閣であり、2022年からの第2次エマニュエル・マクロン大統領政権下における3番目の内閣である。
2024年6月に実施された欧州議会議員選挙でマリーヌ・ル・ペン率いる極右の国民連合 (RN) に大敗を喫したマクロンは、形勢逆転を図って国民議会を解散し、総選挙に打って出た。この総選挙では第1回投票では国民連合が勝利を収めたものの、決選投票となる第2回投票では中道のマクロン与党である再生 (RE) と、ジャン＝リュック・メランション率いる極左の不服従のフランス (LFI) や社会党 (PS) などの左派連合との間で候補者調整が行われ、左派連合、マクロン与党が勝利、逆に国民連合を少数派に追いやった。
この選挙結果を受けてマクロン与党出身の首相のガブリエル・アタルは内閣総辞職を決定し、次の内閣が指名されるまで暫定内閣を継続することとなった。3勢力が均衡する中で、勢力間の争いのみならず各勢力内での主導権争いも表面化し、マクロンによる首相指名は混迷し、フランスが主催国となったパリオリンピックとパリパラリンピックを挟んで9月5日にようやく、中道右派の共和党からミシェル・バルニエを首相に指名した。この首相指名に対して、選挙で最大勢力となった左派連合（特に極左のLFI）からは強い反発が起こり、フランス全土で抗議デモが行われた。
その後、閣僚の指名にも時間を要し、首相指名から16日後の9月21日に閣僚名簿が発表された。左派は主要閣僚から外され、マクロン与党の再生と中道右派の共和党から多くの閣僚が指名されることとなった。
2024年12月4日に1962年以来62年ぶりとなる、内閣不信任決議が賛成多数で可決され、翌日の12月5日、バルニエ内閣がマクロン大統領に対し辞表を提出し受理されたため総辞職し、わずか3カ月の短命内閣となった。

## 閣僚名簿
| 職名                                         | 氏名 | 氏名                                                    | 所属政党 | 所属政党           | 備考 |
| -------------------------------------------- | ---- | ------------------------------------------------------- | -------- | ------------------ | ---- |
| 首相                                         |      | ミシェル・バルニエ Michel Barnier                       |          | 共和党             |      |
| 経済・財務・産業・デジタル主権大臣           |      | アントワーヌ・アルマン Antoine Armand                   |          | 再生               |      |
| 内務大臣                                     |      | ブリュノ・ルタイヨー Bruno Retailleau                   |          | 共和党             |      |
| 労働・雇用大臣                               |      | アストリッド・パノシアン Astrid Panosyan                |          | 再生               |      |
| 国民教育大臣                                 |      | アンヌ・ジュネ Anne Genetet                             |          | 再生               |      |
| スポーツ・青少年・コミュニティーライフ大臣   |      | ジル・アヴェルス Gil Avérous                            |          | 無所属             |      |
| 農業・食糧主権・林業大臣                     |      | アニー・ジュヌヴァール Annie Genevard                   |          | 共和党             |      |
| 文化大臣                                     |      | ラシダ・ダティ Rachida Dati                             |          | 無所属             |      |
| 軍事大臣                                     |      | セバスティアン・ルコルニュ Sébastien Lecornu            |          | 再生               |      |
| 厚生・医療アクセス大臣                       |      | ジュヌヴィエーヴ・ダリューセック Geneviève Darrieussecq |          | 民主運動           |      |
| 連帯・自立・男女平等大臣                     |      | ポール・クリストフ Paul Christophe                      |          | 地平線             |      |
| 司法大臣                                     |      | ディディエ・ミゴー Didier Migaud                        |          | 無所属             |      |
| 欧州・外務大臣                               |      | ジャン＝ノエル・バロ Jean-Noël Barrot                   |          | 民主運動           |      |
| エコロジー・エネルギー・気候・リスク防止大臣 |      | アニェス・パニエ＝ルナシェ Agnès Pannier-Runacher       |          | 再生               |      |
| 住宅・都市改修大臣                           |      | ヴァレリー・レタール Valérie Létard                     |          | 民主党・無党派連合 |      |
| 地域パートナーシップ・地方分権大臣           |      | カトリーヌ・ヴォトラン Catherine Vautrin                |          | 再生               |      |
| 公務員・合理化・公共部門改革大臣             |      | ギヨーム・カスバリアン Guillaume Kasbarian              |          | 再生               |      |
| 高等教育・研究大臣                           |      | パトリック・エゼル Patrick Hetzel                       |          | 共和党             |      |